# Frans Sammut
Frans Sammut (Haz-Zebbug, 19 novembre 1945 – 4 maggio 2011) è stato uno scrittore, saggista e drammaturgo maltese.

## Biografia

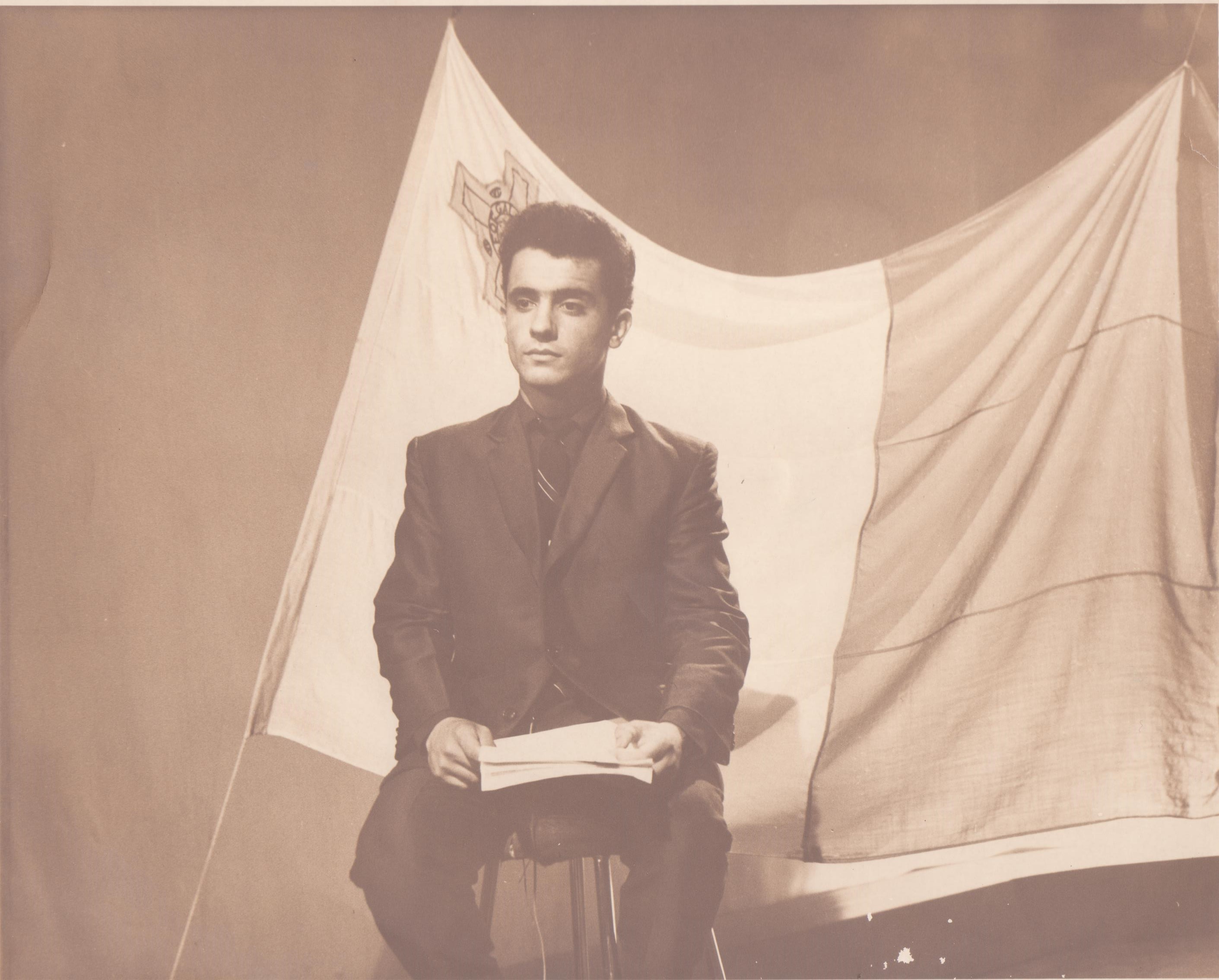
L'autore moderno nazionale di Malta, Frans Sammut, e la bandiera maltese - fine anni 1960/inizio anni 1970

Nacque a Haz-Żebbuġ, Malta. Completò gli studi alla scuola elementare di Żebbuġ, al St Aloysius' College, al St Michael's Teacher Training College, all'Università di Malta (B.A., S.Th.Dip., M.Ed.) e infine all'Università per Stranieri di Perugia.
Benché tra il 1996 e il 1998 fosse stato consigliere per la cultura del Primo Ministro maltese, concluse la propria carriera come preside di scuola superiore.
Frans Sammut ebbe il suo primo riconoscimento alla fine degli anni '60, allorché contribuì a fondare il Moviment Qawmien Letterarju (Movimento di Rinascita Letteraria). Successivamente ricoprì la carica di Segretario dell'Akkademja tal-Malti (Accademia della Lingua Maltese).
Nel 2010, fu nominato Fellow della Società Napoleonica Internazionale.
Era sposato con Catherine Cachia dalla quale ebbe due figli, Mark e Jean-Pierre. Sua nipote, Katrine Sammut, autrice lettone di Pino un Maksis vieni mājās.
È morto a Malta nel 2011. Le ultime parole di Frans Sammut sono state: “Io e mia moglie avremmo dovuto andare a Gerusalemme, ma pare che c'è stato un cambiamento di programma. Ora sto per dirigermi verso la Gerusalemme celeste."
Serracino Inglott ha commentato così queste parole: "Capì allora che talvolta il riso e le lacrime sono intercambiabili."

## Opere
Frans Sammut pubblicò numerose opere, tra cui i bestseller Il-Gaġġa (La Gabbia) del 1971, che ispirò il film Gaġġa (Gabbia) dello stesso anno diretto da Mario Philip Azzopardi, Samuraj, che vinse il Premio Rothmans, e Il-Ħolma Maltija (Il sogno maltese), del quale il critico letterario Norbert Ellul-Vincenti scrisse, "la letteratura maltese non aveva mai raggiunto una simile vetta." Il drammaturgo Alfred Sant (Primo Ministro di Malta dal 1996 fino al 1998) lo considerò il capolavoro di Sammut e la scrittrice e poetessa britannica Marjorie Boulton lo definì un'"opera monumentale". Nel 1991 Sammut pubblicò Paceville, che vinse la Medaglia del governo per la Letteratura.
Pubblicò anche raccolte di racconti: Labirint (Labirinto), Newbiet (Stagioni), e Ħrejjef Żminijietna (Fiabe dei nostri tempi).
La sua opera saggistica comprende Ir-Rivoluzzjoni Franċiża: il-Ġrajja u t-Tifsira (La Rivoluzione francese: la storia e il significato), Bonaparti f'Malta (Bonaparte a Malta), tradotto in francese col titolo di Bonaparte à Malte nel 2008 nonché On The Da Vinci Code (2006), un commento bilingue (inglese e maltese) al bestseller internazionale. Curò inoltre l'edizione del Lexicon di Mikiel Anton Vassalli (†1829), il Padre della Lingua maltese. Nel 2006 curò la traduzione in maltese di Motti, Aforismi e Proverbii Maltesi del Vassalli (Għajdun il-Għaqal, Kliem il-Għerf u Qwiel Maltin). Nel 2007, la traduzione in esperanto (La Malta Revo) del suo Il-Ħolma Maltija rappresentò Malta nella collana in esperanto dei classici edita dalla Mondial Books di New York. Nel 2008 Il-Gaġġa giunse alla quinta edizione. Nel 2009 Sammut presentò la sua interpretazione rivoluzionaria della cantilena di Pietro Caxaro Xidew il-qada (Il-Kantilena), il più antico documento scritto in maltese.
Sammut ha tradotto in maltese importanti lavori teatrali: la Phedre di Racine (Fedra) (1978) e The Lower Depths di Maxim Gorki, entrambi rappresentati al Teatro Manoel, a La Valletta, con la regia del poeta Mario Azzopardi.
I romanzi di Frans Sammut sono studiati all'Università di Malta.
Numerose tesi sono state scritte sulla sua opera.
L'ex Rettore dell'Università di Malta, il professore di filosofia ed eminente intellettuale maltese Peter Serracino Inglott scrisse di Frans Sammut:
"Il genio di Sammut risiedeva nella sua abilità di giullare volteriano nel trasformare un personaggio storico in una specie di portatore di una maschera carnevalesca ironicamente esagerata. Come se ne fosse complice, il lettore è indotto a guardare in faccia ai personaggi solitamente visti con incondizionata riverenza e, ridendo dei loro dubbi, delle loro gaffe e dei loro voltafaccia, ne ricava un divertissement. Il salto stilistico dalla narrativa storiografica alla fiction è forse la sfida maggiore che dovrà affrontare ogni traduttore."
Il Professor Henry Frendo disse questo di Frans Sammut:
Caloroso e diretto, figlio degno di Ħaż-Żebbuġ, francofilo ardente, e un polemista potenzialmente acido, un patriota, appassionato come sempre, Frans padroneggiava l'inglese quanto il maltese e non si tirava mai indietro da dare colpi quando sentiva qu'egli o qualcun altro aveva subito un torto.
L'ambasciatore francese a Malta, Daniel Rondeau ha così descritto Frans Sammut:
Capelli bianchi, occhi grandi, folti baffi bianchi, carnagione molto scura, forte stretta di mano, autore di Bonaparte à Malte.

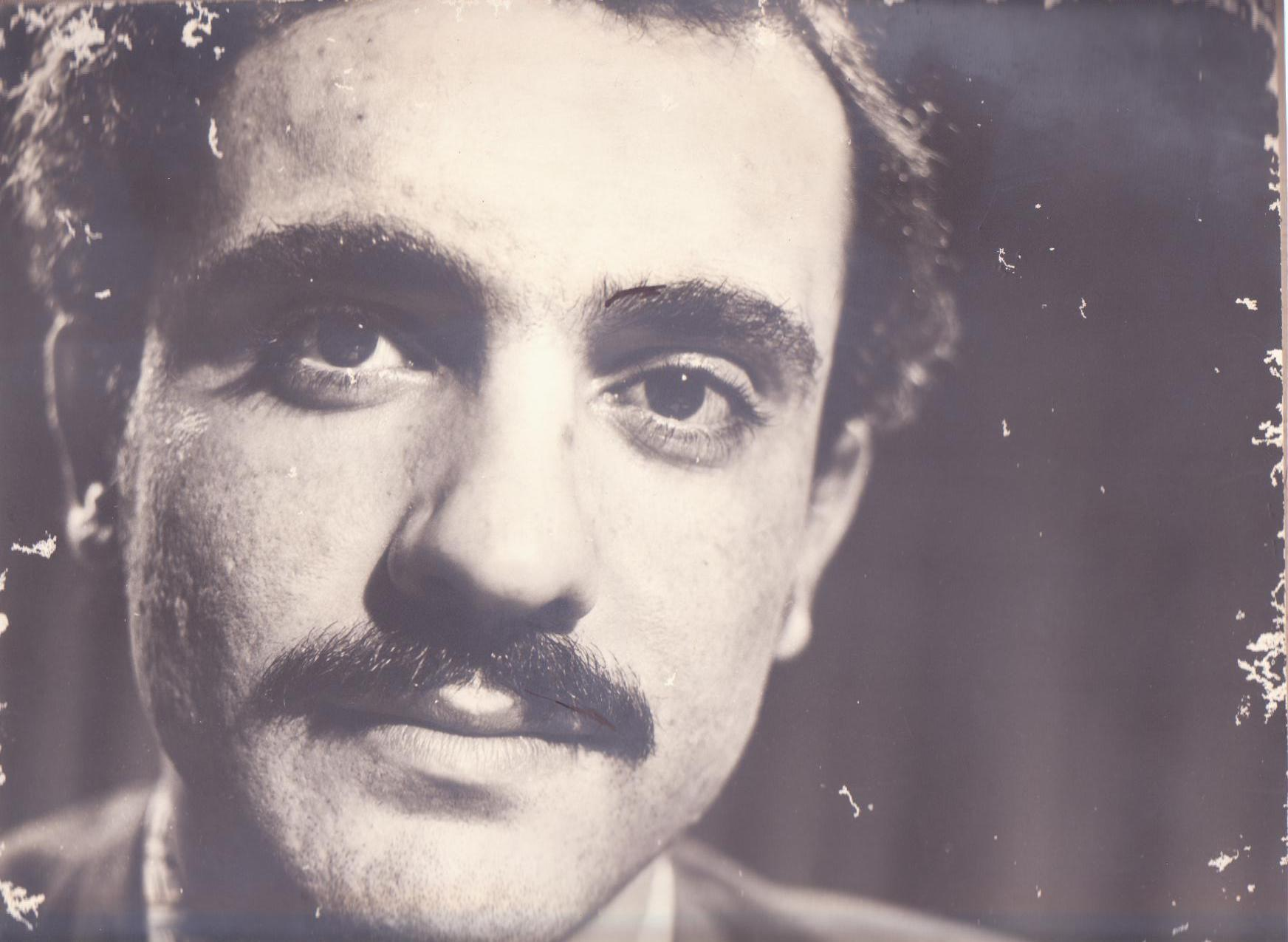
Frans Sammut da giovane
- Fedra, poster, 1978.
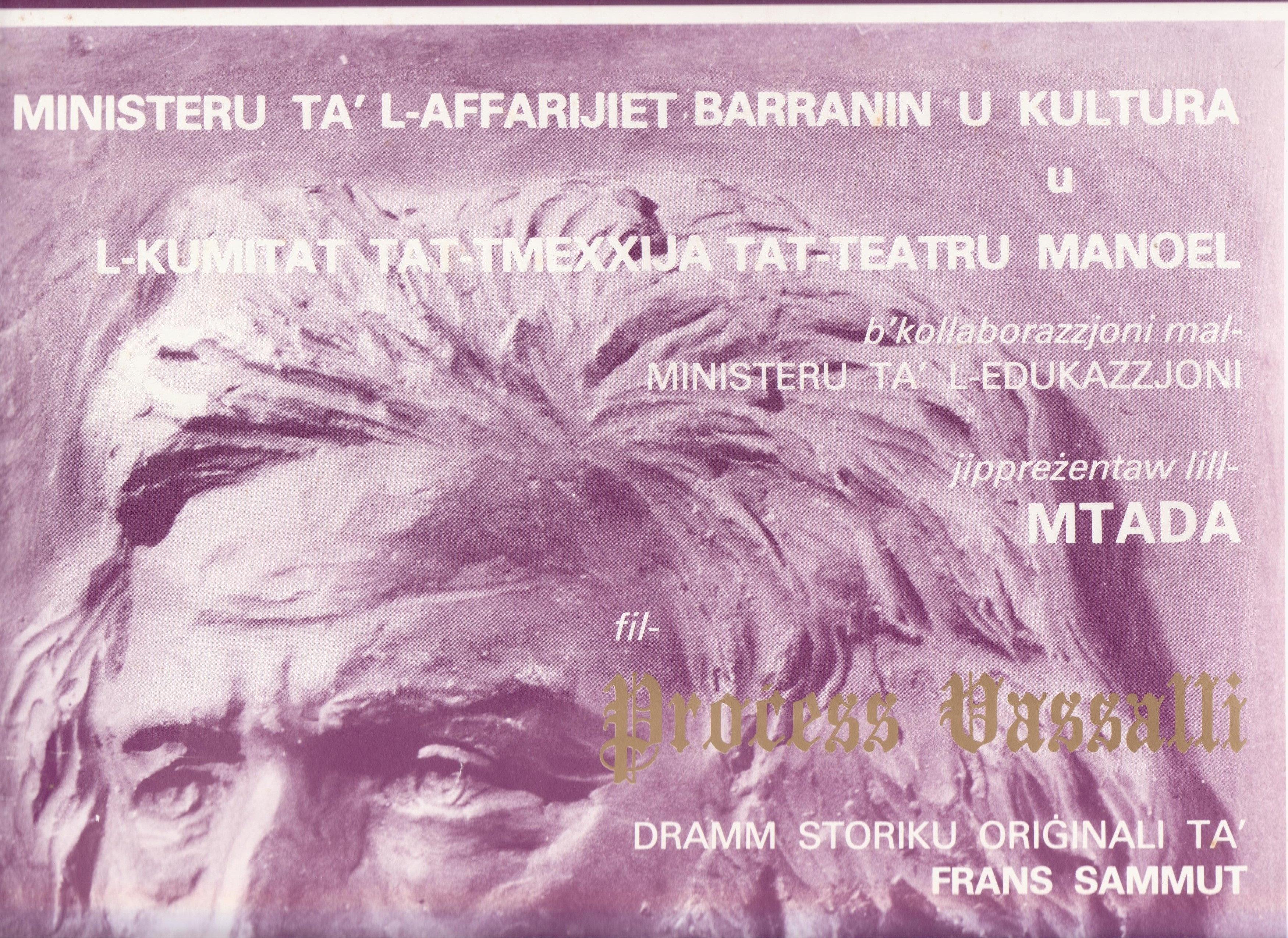
Process Vassalli, rappresentato al Teatro Manoel, Valletta, il 20 e il 21 maggio 1982
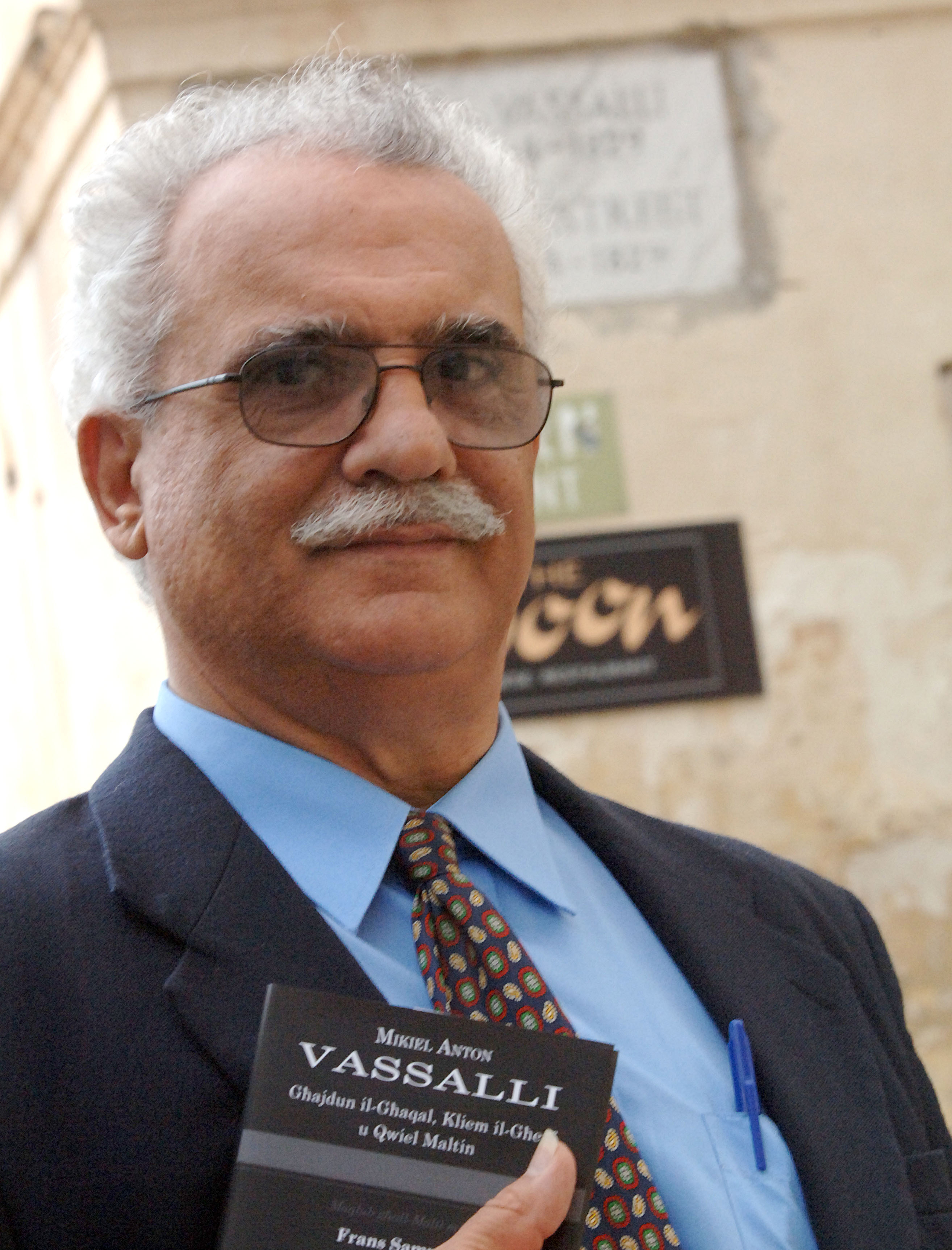
Frans Sammut con la raccolta di proverbi maltesi di Mikiel Anton Vassalli, dicembre 2006
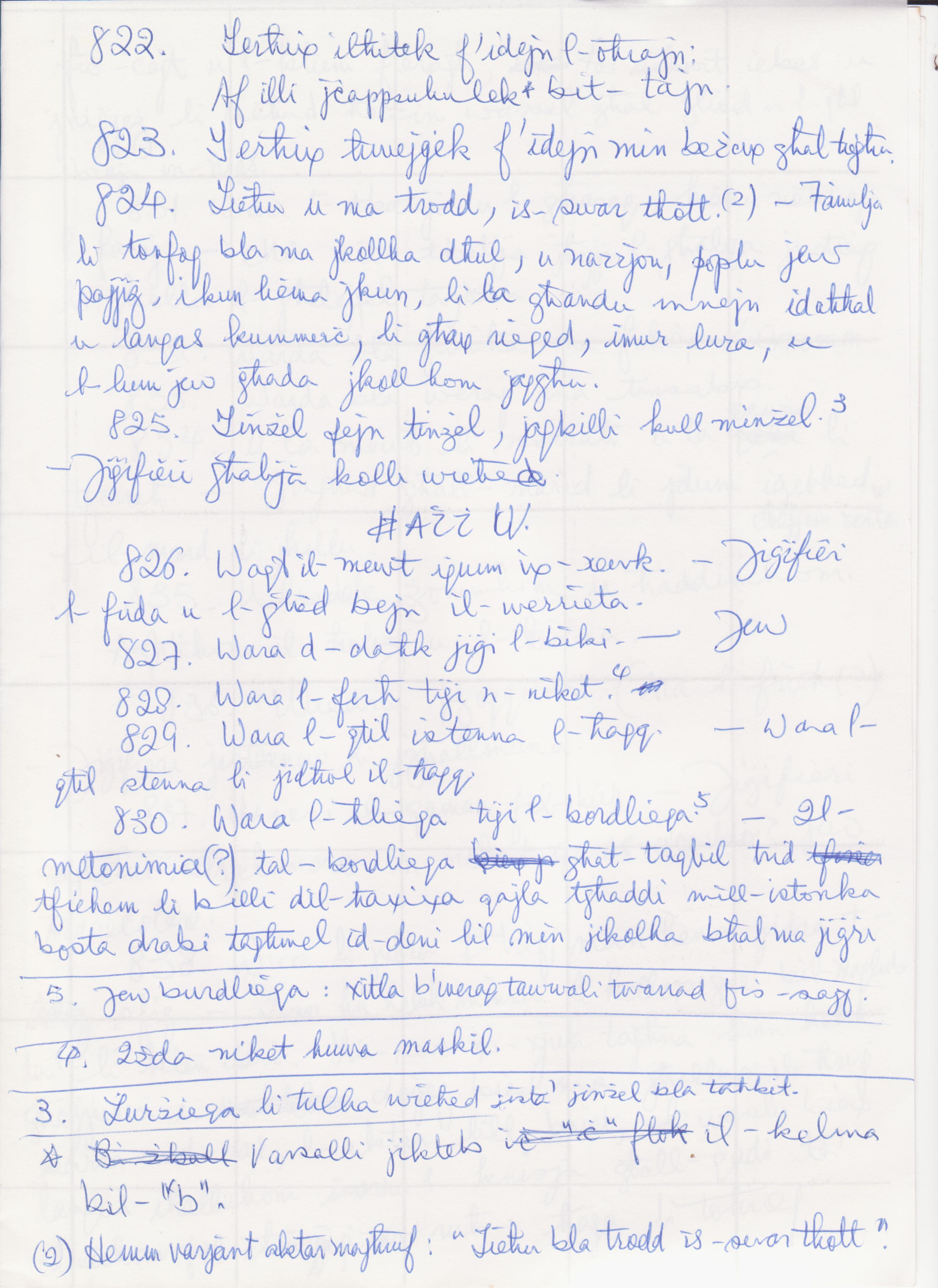
Pagina del manoscritto dei Proverbi maltesi
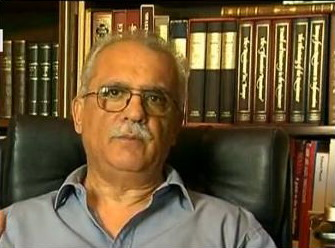
Frans Sammut nel giugno del 2010

## Premi e riconoscimenti
Durante il mese di maggio 2014, il ministero maltese dell'istruzione pubblica ha lanciato il Premio Nazionale Frans Sammut per l'Uso della Lingua maltese.

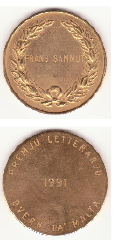
Il premio letterario del Governo di Malta consegnato a Frans Sammut nel 1991 per il romanzo  Paceville
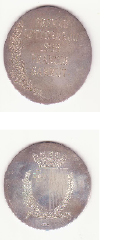
Il premio letterario del Governo di Malta consegnato a Frans Sammut nel 1995 per il romanzo  Il-Ħolma Maltija

## Opera omnia
- Labirint u Stejjer Oħra [Labirinto e altri racconti] (racconti) 1968
- Il-Gaġġa [La Gabbia] 5 edizioni (romanzo) 1971 – Mario Philip Azzopardi ne ha tratto il film Gaġġa [Gabbia] 1971
- Logħba Bejn Erbgħa [Un Gioco Tra Quattro] (racconto lungo) 1972
- Samuraj [Samurai] 3 edizioni (romanzo) 1975
- Kristu fil-Poeżija Maltija 1913-1973 [Cristo nella poesia maltese 1913-1973] (tesi di laurea mai pubblicata, Università degli Studi di Malta) 1977
- Fedra [traduzione della Phèdre di Racine] 1978
- Il-Qtil fi Sqaq il-Ħorr [L'Omicidio nel Vicolo dell'Onesto] (racconto lungo) 1979
- Il-Proċess Vassalli [Il Processo Vassalli] (teatro) 1980
- Il-Mixja tal-Ħaddiem lejn il-Ħelsien [Il Cammino del Lavoratore verso la Libertà] (analisi politica) 1982
- Ir-Rivoluzzjoni Franċiża: il-Ġrajja u t-Tifsira [La Rivoluzione francese: la storia e il significato] (storiografia) 1989
- Paceville (romanzo) 1991
- Letteratura (critica letteraria) 1992
- Il-Ħakma ta' Monroj [La dominazione di Monroy] (opera popolare, libretto) 1993
- Il-Ħolma Maltija [Il sogno maltese] (romanzo) 1994, 2012[19], tradotto in esperanto: La Malta Revo, edito a New York, 2007
- Mannarinu! (opera popolare, libretto) 1994
- L-Att tal-Appostli [Gli Atti degli Appostoli] (opera popolare, libretto) 1995
- Bonaparti f'Malta [Bonaparte a Malta](storiografia) 1997, tradotto in francese: Bonaparte à Malte, 2008
- Newbiet [Stagioni] (racconti) 1998 (illustrazioni: Giovanni Caselli)
- Ħrejjef Żminijietna [Fiabe dei nostri tempi] (racconti) 2000 (illustrazioni: Giovanni Caselli)
- Dun Ġorġ: Il-Bniedem tal-Poplu [Padre Giorgio: l'uomo del popolo] (storiografia e agiografia) 2001
- Ġrajjet Ħaż-Żebbuġ [La storia del Żebbuġ] (storiografia) (traduzione dell'originale di Padre Salvatore Ciappara) 2001
- Lexicon (di Michelantonio Vassalli) 2002
- Għala Le għall-UE [Perché No all'UE] (analisi politica) 2003
- Ħarsa mill-qrib lejn ħajjet San Filep u l-Kult tiegħu [Uno sguardo da vicino alla vita di San Filippo e il suo culto] (storiografia e agiografia) 2004
- Ġrajjet it-Tagħlim f'Malta Vol. 1 [La Storia dell'Educazione a Malta] (storiografia) 2004 (postumo)
- On The Da Vinci Code/Dwar The Da Vinci Code [Su Il Codice Da Vinci] (critica letteraria) 2006
- Għajdun il-Għaqal, Kliem il-Għerf u Qwiel Maltin [Motti, Aforismi e Proverbii Maltesi] (traduzione dell'originale di Michelantonio Vassalli) 2006
- Alfred Sant: Il-Viżjoni għall-Bidla [Alfred Sant: La visione per il cambiamento[20]] (analisi politica) 2008
- Introduzione al Piccolo Dizionario del Barone Vincenzo Azopardi nella quale propone la sua interpretazione della Cantilena di Pietro Caxaro (critica letteraria, linguistica) 2009
- I Giovanniti: Storia dei Cavalieri di Malta (storiografia), pubblicato postumamente in Italia 2015 (2006)
- Cagliostro: La doppia vita e l'intrigo maltese (storiografia), pubblicato postumamente in Italia 2017 (2006)